# Hexacelsiana
L'hexacelsiana és un mineral de la classe dels silicats, que pertany al grup del feldespat.

## Característiques
L'hexacelsiana és un tectosilicat de fórmula química BaAl₂Si₂O₈. Va ser aprovada com a espècie vàlida per l'Associació Mineralògica Internacional l'any 2015. Cristal·litza en el sistema hexagonal. Es tracta d'un polimorf de la celsiana.

## Formació i jaciments
Va ser descoberta a la Formació Hatrurim, a la conca de la Mar Morta, al desert del Nègueb (Israel).